# Ян Коциняк

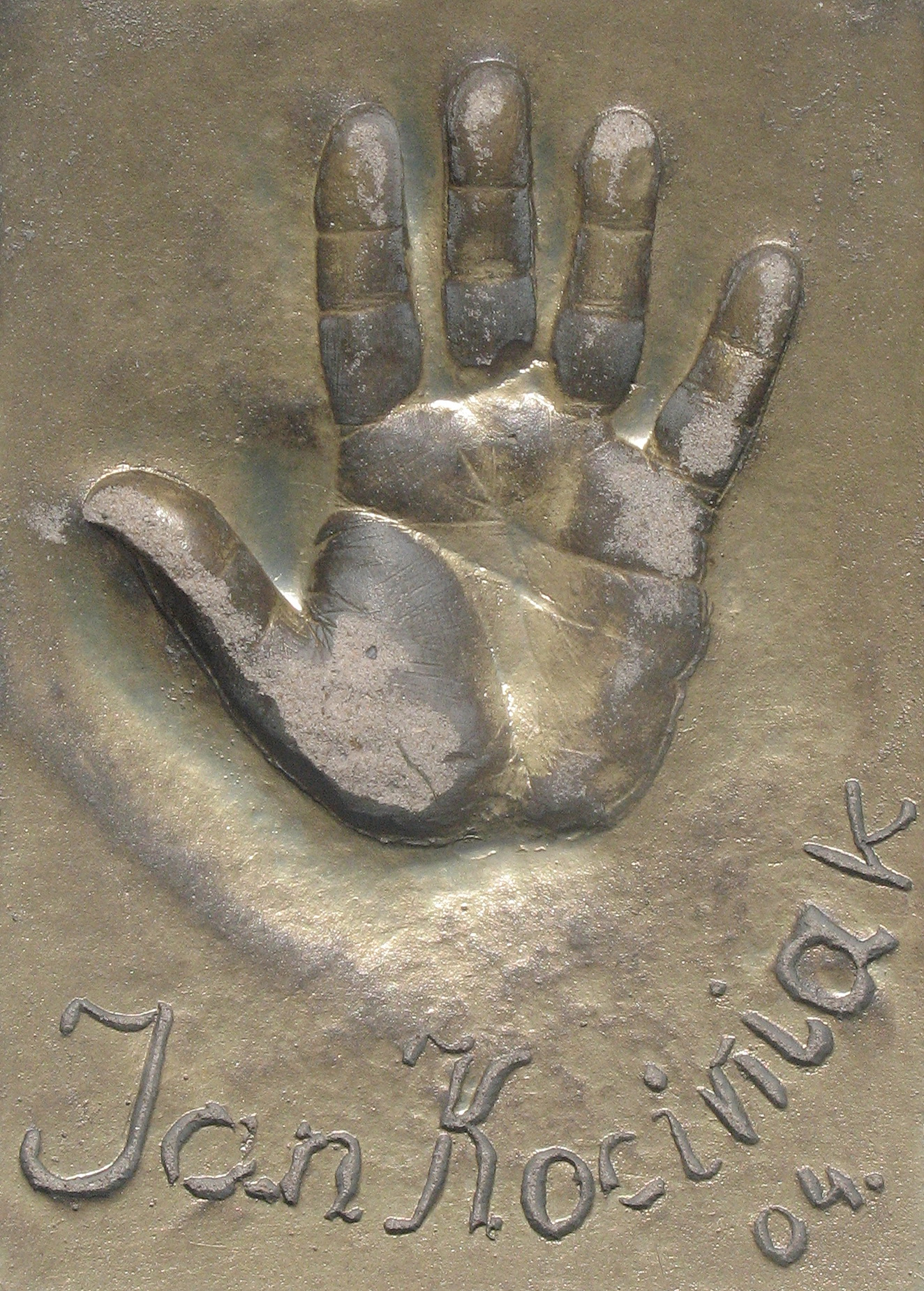
Відбиток долоні Яна Коциняка на Променаді зірок у Мендзиздроє

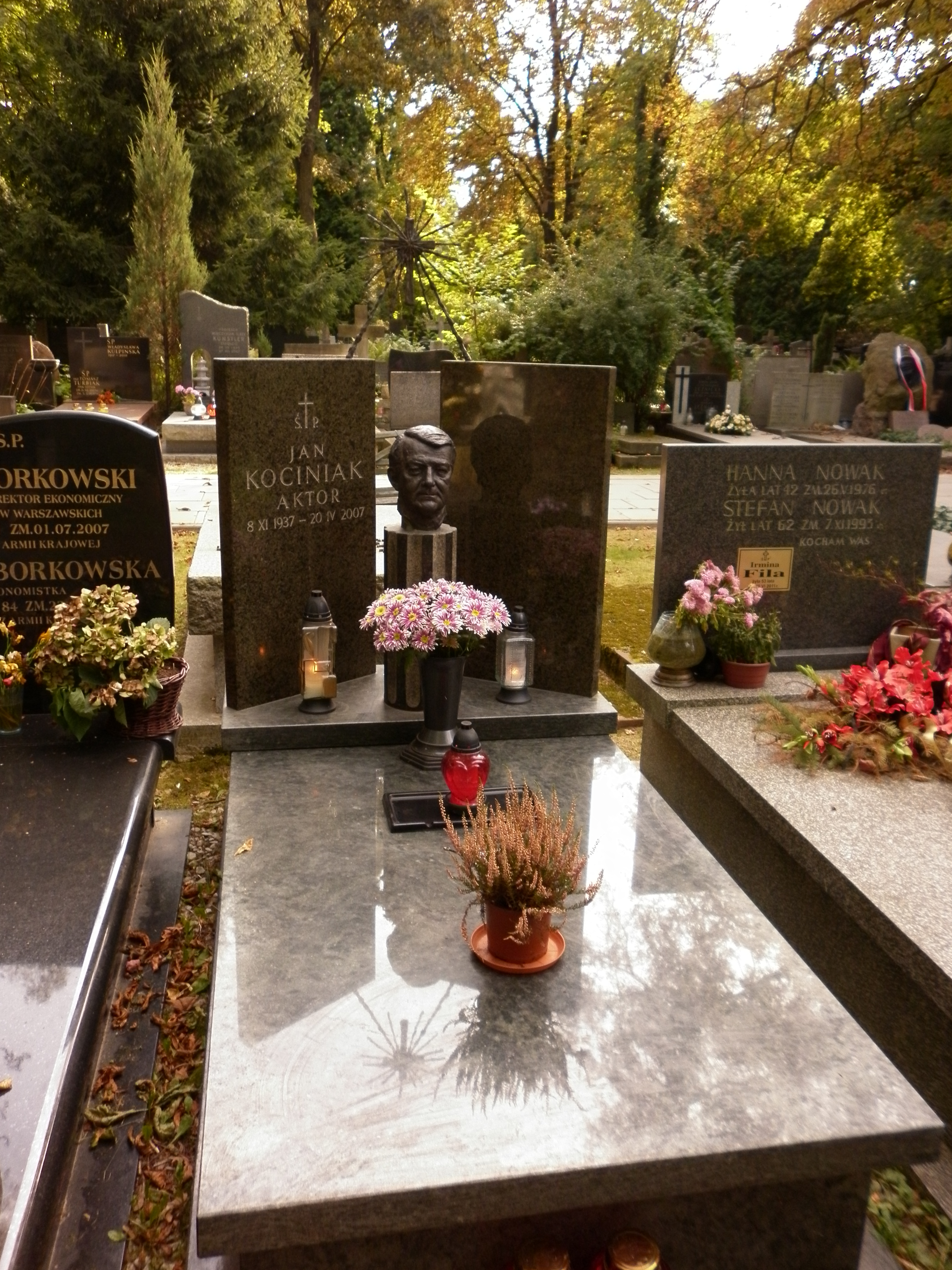
Могила Яна Коциняка на кладовищі Військові Повонзки у Варшаві

Ян Коциняк (пол. Jan Kociniak, 8 листопада 1937 — 20 квітня 2007) — польський актор театру, кіно, телебачення і кабаре, а також актор озвучування.

## Біографія
Ян Коциняк народився в Стрию (тоді місто в Польській республіці, тепер в Львівській області України). Акторську освіту отримав в Державній вищій театральній школі у Варшаві (тепер Театральна академія імені Александра Зельверовича), яку закінчив в 1961 році. Дебютував в театрі в 1961. Актор театрів у Варшаві: театр Атенеум, театр «Квадрат», театр «Сирена». Виступав в спектаклях «театру телебачення» в 1963—2005 роках і в телевізійних кабаре.
Популярність здобув як ведучий телевізійної сатиричної програми «Багато крапок» (пол. «Wielokropek»), яку вів у дуеті з Яном Кобушевським.
Помер у Варшаві, похоронений на кладовищі Військові Повонзки.
Його двоюрідний брат — актор Маріан Коциняк.

## Фільмографія
- 1959 — Місце на землі / Miejsce na ziemi
- 1962 — Мій старина / Mój stary
- 1962 — Пістолет типу „Walter P-38” / Pistolet typu «Walter P-38»
- 1963 — Далека дорога / Daleka jest droga
- 1963 — Розраховую на ваші гріхи / Liczę na wasze grzechy
- 1963 — Придане / Wiano
- 1964 — Рукопис, знайдений у Сарагосі / Rękopis znaleziony w Saragossie
- 1965 — День останній, день перший / Dzień ostatni, dzień pierwszy
- 1965 — В лігво / Na melinę
- 1966 — Давай любити русалок / Kochajmy syrenki
- 1966 — Клуб професора Туткі / Klub profesora Tutki (тільки в 1-й серії)
- 1966 — Неймовірні пригоди Марека Пегуса / Niewiarygodne przygody Marka Piegusa (тільки в 3-й серії)
- 1967 — Ніч генералів / The Night of the Generals
- 1967 — Париж-Варшава без візи / Paryż-Warszawa bez wizy
- 1967 — Час може повернутися / Czas może powrócić
- 1968 — Лялька / Lalka
- 1970 — Перстень княгині Анни / Pierścień księżnej Anny
- 1971 — Набридливий гість / Kłopotliwy gość
- 1972 — Розшукуваний, розшукувана / Poszukiwany, poszukiwana
- 1974 — Підвищення / Awans
- 1974 — Сорок / Czterdziestolatek
- 1975 — Менший шукає Дужого / Mniejszy szuka Dużego
- 1980 — Мишка / Miś
- 1980 — Королева Бона (серіал) / Królowa Bona (тільки в 5-й серії)
- 1984 — П'ять днів з життя пенсіонера / 5 dni z życia emeryta
- 1984 — Три млини / Trzy młyny (тільки в 1-й серії)
- 1984 — Любов із хіт-параду / Miłość z listy przebojów
- 1984 — Жінка в капелюсі / Kobieta w kapeluszu
- 1985 — Боденське озеро / Jezioro Bodeńskie
- 1987 — Спеціальна місія / Misja specjalna
- 1987 — Комедіантка (телесеріал) / Komediantka
- 1989 — Майстер і Маргарита / Mistrz I Małgorzata
- 1994 — Іноземний банк / Bank nie z tej ziemi (тільки в 9-й серії)
- 1996 — Дім / Dom (тільки в 13-й серії)
- 1997 — / Boża podszewka (Серії 1-3, 6-8, 14-15)
- 1997–1998 — З пінкою або без / Z pianką czy bez
- 1999 — Лот 001 / Lot 001 (тільки в 2-й серії)
- 2001–2005 — Рід Злотопольських / Złotopolscy
- 2001 — Кровні узи / Więzy krwi
- 2001 — Прийомна родина / Rodzina zastępcza (тільки в 68-й серії)
- 2002–2006 — Життя саме по собі / Samo Życie
- 2003 — Король Убю / Ubu król
- 2005 — Хороші і погані / Na dobre i na złe (тільки в 215-й серії)
- 2005 — / Boża podszewka II (тільки в 10-й серії)
- 2007 — Рись / Ryś

## Актор озвучування
- польські мультфільми 1970—1998 років.
- польський дубляж: 13 привидів Скубі-Ду, Вінні-Пух і медове дерево, Джетсони, Безліч пригод Вінні-Пуха, Нові пригоди Вінні-Пуха, Оленятко Рудольф, Пригоди бджілки Майї, Пригоди Тигрулі, Рятівники, Рятівники в Австралії, Шоу ведмедя Йоги.

## Відзнаки
- 1987 — Золота почесна ювілейна медаль суспільства Полонія.
- 1988 — Кавалерський хрест Ордену Відродження Польщі.
- 2003 — Офіцерський хрест Ордену Відродження Польщі.
- 2004 — відбиток долоні на Променаді зірок у Мендзиздроє.